# 播州信用金庫

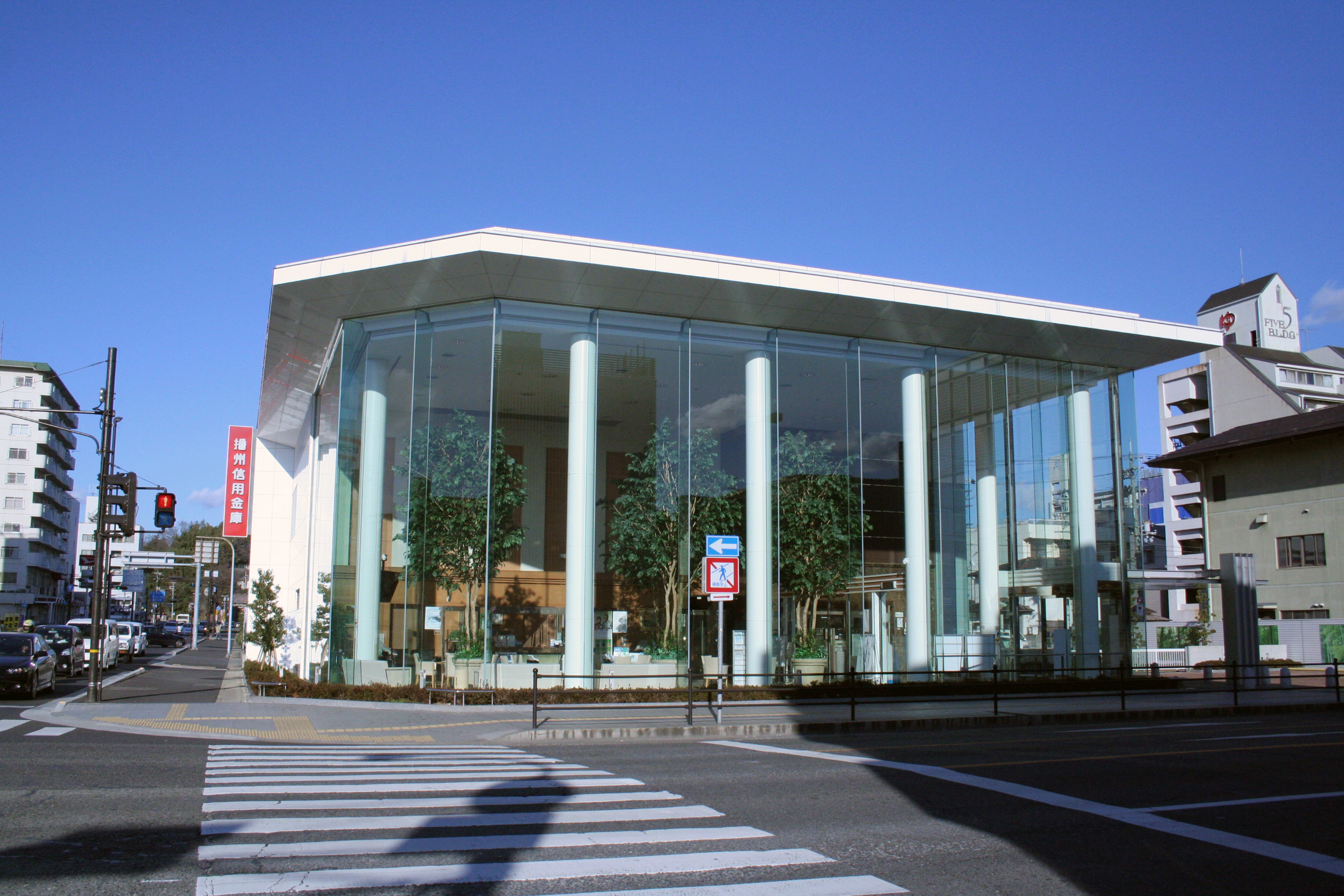
車崎南交差点にある西支店

播州信用金庫（ばんしゅうしんようきんこ、英: Banshu Shinkin Bank）は、兵庫県姫路市に本店を置く信用金庫である。通称「ばんしん」。

## 概要
兵庫県姫路市の本店を中心に、兵庫県南部地域一帯に展開する。地域金融機関として「地域の皆様に奉仕する」という経営理念のもと、地域経済の活性化を目指す。
本店近くには、姫路信用金庫と兵庫信用金庫の本店が存在する。新しいモデル店はデザインに特徴があり、近代的で開放感のあるものとなっている。

## 沿革
- 1930年 - （昭和5年）12月26日 山口直泰氏により有限責任姫路相互信用組合が設立。
- 1950年 - （昭和25年）4月 中小企業等協同組合法に基づき、改組。
- 1951年 - （昭和26年）10月20日 信用金庫法に基づき、播州信用金庫となる。
- 1955年 - （昭和30年）10月 相生信用金庫と合併。
- 1969年 - （昭和44年）営業地区を神戸市へ拡張
- 1976年 - （昭和51年）第一次オンラインシステム稼働
- 1984年 - （昭和59年）第二次オンラインシステム稼働
- 1991年 - （平成3年）第三次オンラインシステム稼働
- 1996年 - （平成8年）営業地区を尼崎市・宝塚市へ拡張
- 2000年 - （平成12年）デビットカードサービス開始
- 2001年 - （平成13年）M&A仲介業務開始
- 2004年 - （平成16年）証券仲介業務開始
- 2007年 - （平成19年）第四次オンラインシステム稼働
- 2009年 - （平成21年）インターネット支店「夢みらい支店」[4]開設
- 2013年 - （平成25年）預金1兆円突破
- 2014年 - （平成26年）NISA(少額投資非課税制度)取扱開始

## 経営理念
- 地域の皆様に奉仕すること
- 従業員の幸福を祈念すること
- 金庫の健全な発展を期すること